# スペクトラルフォース3 イノセントレイジ
『スペクトラルフォース3 イノセントレイジ』は、日本で2006年6月にアイディアファクトリーより発売されたXbox 360用ゲームソフト。
幻想世界であるネバーランド大陸で戦闘を行うシミュレーションRPG。

## 概要
スペクトラルフォースシリーズ作品。本作は、スペクトラルフォースクロニクルで試みられた原点回帰路線をさらに推し進め、『スペクトラルフォース』から『メイマイ騎士団』までのシリーズと直接に世界観・時系列を繋げた作品に仕上がっている。これにより、本作は単に過去の人気キャラが登場するというだけでは無く、過去のシリーズに登場した名ゼリフや各種設定などを随所に織り込んだシリーズ独自の雰囲気を継承した作品となっている。さらに、歴史的に設定が繋がっているジェネレーションオブカオスシリーズなどで描かれた不自然に感じられた設定を、スペクトラルフォースの視点から改めて纏め直そうとしている点も随所に見受けられる。
ゲーム部分では、シリーズの魅力であった自由度の高さや、敵味方が遊ぶたびに変わっていく展開などが、本作でも上手く表現されている。一方で、『スペクトラルソウルズ』で好評であったタクティクスバトルがさらに進化した形でゲームシステムに採用されているなど、ネバーランド作品群のよい部分を総括した作品ともいえるだろう。
キャラクターデザインは中村龍徳が担当している。

## ネバーランド大戦（第一次）
魔導世紀996年 - 1012年
人間の勇者が大魔王ジャネスを倒したことによって勃発したネバーランド大陸全土を巻き込んだ戦争。大魔王という存在を失った世界はそれまで押さえられた種族、宗教、領土、差別などの対立を呼び起こし、歯止めのきかない戦争へと突き進んでいく（スペクトラルフォース1、2）。
大魔王の娘ヒロは新生魔王軍を旗揚げし、大魔王支配時代への回復を試みるが、大魔王の息子であるジャドウが新たな大魔王を名乗り、新生魔王軍を壊滅。
魔族と人間の戦いはより激しくなっていく（愛しき邪悪）。

## 時代設定
本作は、魔導世紀1000年頃のネバーランド大戦中期が舞台。公式では1004年と設定されている。「愛しき邪悪」の開戦開始時期が1000年と設定されているので、その4年後ということになる（スペクトラルフォース1&2の戦闘開始時期からは、8年後）。

## 物語概要
ジャドウによって暗殺されたフラウスター公国の君主ザーフラクの死によって、フラウスターは急激に衰え、国家滅亡の道を辿った。そのフラウスターの残存兵士たちが旗揚げしたのが「ノーリュス傭兵団」。戦争によって40以上あった国々が滅び去り、10を数えるばかりになった時代、どの国も戦争を継続するための兵士の確保に課題をかかえていた。ノーリュス傭兵団は、そんな国家をクライアントとして契約金と引き換えに任務を行う特殊兵団として、大戦後期に活躍をしていた。

## 主要キャラクター
ビギナ
声：入野自由
ノーリュス傭兵団を纏める傭兵の長。
ユニス
声：飯塚雅弓
ディアス
声：鷹村遊
カシアス
声：田坂秀樹
ジュード
声：上田陽司
カルチャ
声：宮村優子
ヘルガイア（少年）
声：池崎リョウ
ティナ
声：永井ちひろ
シンバ
ヒロ

## 関連作品
- スペクトラルタワーシリーズ
- スペクトラルフォースシリーズ
- モンスターコンプリワールドシリーズ（伝説獣の穴含む）
- スペクトラルブレイド
- 砂のエンブレイス
- グローバルフォークテイル
- ジェネレーションオブカオスシリーズ
- スペクトラルソウルズシリーズ